# Edmund Muskie
Edmund Sixtus Muskie, né Edmund Marciszewski le 28 mars 1914 à Rumford (Maine) et mort le 26 mars 1996 à Washington, D.C., est un homme politique américain d'origine polonaise. Membre du Parti démocrate, il est gouverneur de l’État du Maine entre 1955 et 1959, sénateur entre 1959 à 1980, candidat à la vice-présidence des États-Unis en 1968 et secrétaire d'État en 1980 dans l'administration du président Jimmy Carter.

## Biographie

### Origines et études
Edmund Muskie est né le 28 mars 1914 à Rumford dans le Maine, dans une famille d'immigrants catholiques polonais. Il intègre l'université de Bates College.
Diplômé en droit en 1939, il rejoint la marine américaine durant la Seconde Guerre mondiale.

### Carrière politique
Après la guerre, il entre en politique chez les démocrates qui le chargent de construire un Parti démocrate crédible dans le Maine, État traditionnellement républicain qui fut un des deux seuls à voter pour Alf Landon contre Franklin Roosevelt à l’élection présidentielle de 1936.
Élu à la Chambre des représentants du Maine, il est élu gouverneur en 1954.
En 1958, il est élu sénateur démocrate du Maine au Sénat des États-Unis et réélu en 1964, 1970 et 1976. Il joue un rôle clé dans la rédaction du Clean Air Act de 1970, l'une des premières lois fédérales de protection de l'environnement.
En 1968, il est le colistier démocrate modéré de Hubert Humphrey à l'élection présidentielle, mais ils sont battus par le ticket républicain mené par Richard Nixon.
En 1972, il est battu aux primaires démocrates par des candidats plus à gauche, dont George McGovern, pour désigner le candidat à l'élection présidentielle de cette année-là. Sa défaite est notamment due aux mauvais coups (dirty tricks) concoctés par les hommes du président, en particulier le scandale de la Canuck Letter provoqué par une lettre livrée à la presse. Celle-ci se révèlera plus tard être un faux. Un « simple citoyen » y écrit qu'il a été témoin d'une attitude méprisante vis-à-vis des Canadiens français de la part de Muskie. La lettre est publiée avec des propos blessants sur sa femme, dans un journal local, juste avant la primaire stratégique du New Hampshire, où les Américains d'origine franco-canadienne sont nombreux. La campagne de Muskie est dès lors sabordée.
Le 7 mai 1980, Edmund Muskie démissionne de son poste de sénateur pour devenir secrétaire d'État (ministre des Affaires étrangères des États-Unis) dans le cabinet de Jimmy Carter, en remplacement de Cyrus Vance.
En 1981, après la défaite de Jimmy Carter, il se retire de la vie politique.
En 1986, Ronald Reagan le nomme membre d'un comité spécial d'enquête sur l'affaire Iran-Contra.
Il meurt le 26 mars 1996 à Washington. Son épouse est décédée en 2004.